# Paraphytus aphodioides
Paraphytus aphodioides är en skalbaggsart som beskrevs av Antoine Boucomont 1928. Paraphytus aphodioides ingår i släktet Paraphytus och familjen bladhorningar. Inga underarter finns listade i Catalogue of Life.